# Soběslav
Soběslav település Csehországban, a Tábori járásban. Soběslav Přehořov, Klenovice, Skalice, Vesce, Vlastiboř, Doňov, Zvěrotice, Řípec, Dráchov és Hlavatce településekkel határos. Lakosainak száma 7055 fő (2024. január 1.).

## Népesség
A település lakosságának változását az alábbi diagram mutatja:
| Lakosok száma | 3706 | 4193 | 4312 | 5850 | 6988 | 7057 | 7043 | 6968 | 6801 | 7055 |
|               | 1869 | 1900 | 1921 | 1961 | 1980 | 2011 | 2016 | 2019 | 2021 | 2024 |